# Katharina Straßer

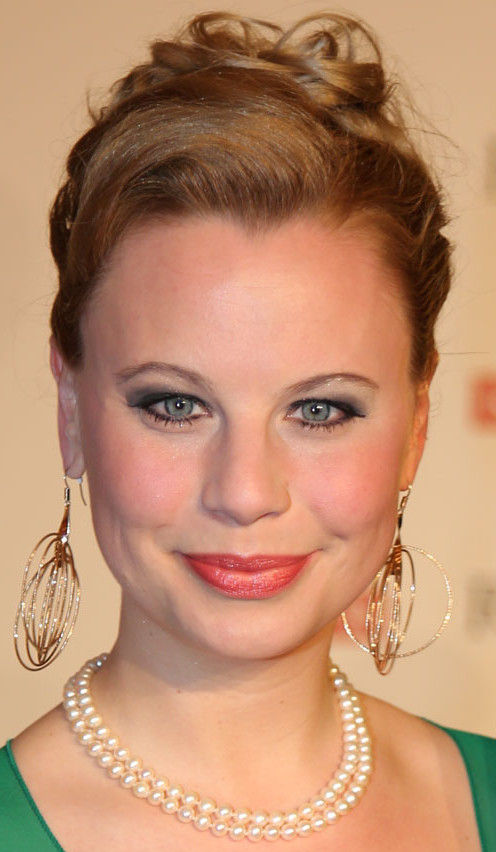
Katharina Straßer bei der Romyverleihung 2015.

Katharina Andrea Straßer (* 11. März 1984 in Rum in Tirol; auch: Kathie Straßer) ist eine österreichische Schauspielerin und Fernsehmoderatorin.

## Leben
Straßer stammt aus einer Theaterfamilie und wuchs in Innsbruck auf. Dort besuchte sie das Gymnasium und zog nach der Matura nach Wien, um Schauspiel zu studieren. Eine Schauspielausbildung begann sie am Konservatorium Wien, ab der Spielzeit 2006/07 war sie am Wiener Volkstheater engagiert.
Andere Engagements hatte sie unter anderem am Theater der Jugend, am Theater in der Josefstadt, im Wiener Lustspielhaus und an der Volksoper Wien.
Ihr großer Durchbruch gelang Straßer in der Spielzeit 2006/07 mit den Rollen als Vicki in Der nackte Wahnsinn und Mizi Schlager in Liebelei, für die sie 2007 den Nestroy-Preis in der Kategorie Bester Nachwuchs bekam. Ihren größten Erfolg erreichte sie 2008/09 mit der Verkörperung der Eliza in My Fair Lady in der Wiener Volksoper. In der Saison 2009/10 spielte Katharina Straßer die Lola in „Der blaue Engel“, 2012/13 die Karoline in „Kasimir und Karoline“ und 2015/16 die Annie in „Anatol“ im Theater in der Josefstadt in Wien.
Straßer ist seit 2005 in zahlreichen ORF-Fernsehproduktionen zu sehen. 2016, 2017 und 2018 moderierte sie gemeinsam mit Andi Knoll die Romy-Verleihung.
Ab 6. April 2018 moderierte sie die ORF-Comedy-Kochshow Meine Mama kocht besser als deine. Ab November 2023 präsentierte sie gemeinsam mit Lukas Schweighofer die ORF-Hauptabendshow Hier spielt die Musik.

## Privates
Straßer war fünf Jahre lang mit ihrem Kollegen Till Firit liiert, von Mitte 2012 bis 2022 war sie mit Thomas Stipsits in einer Paarbeziehung. Die beiden heirateten im Frühsommer 2014 und bekamen wenige Wochen später einen Sohn. Im September 2018 wurde ihre Tochter geboren. Die Ehe wurde 2022 geschieden.
Ihre Eltern sind die Schauspielerin Franziska Grinzinger und Diethmar Straßer, ihre Großeltern Hubert Mann und Liselotte Schmidt waren ebenfalls Schauspieler.

## Theaterarbeiten
- Wiener Sommernachtstraum (Wiener Lustspielhaus 2004)
- Kasimir und Karoline (Volkstheater Wien 2005/06)
- Freiheit in Krähwinkel (Volkstheater Wien 2006/07)
- Der nackte Wahnsinn (Volkstheater Wien 2006/07)
- Liebelei (Volkstheater Wien 2006/07)
- Cabaret (Volkstheater Wien 2006/07)
- Am Strand der weiten Welt (Volkstheater Wien 2006/07)
- Wer hat Angst vor Virginia Woolf? (Volkstheater Wien 2007/08)
- Einen Jux will er sich machen (Volkstheater Wien 2007/08/09)
- My Fair Lady (Volksoper Wien 2008/09/10/11)
- Bildung für Rita (Volkstheater Wien 2008)
- Der Besuch der alten Dame (Volkstheater Wien 2008)
- Die Fledermaus (Volkstheater Wien 2008-11)
- Die Reifeprüfung (Volkstheater Wien 2009)
- Der blaue Engel (Theater in der Josefstadt 2009)
- Liliom (Volkstheater Wien 2010)
- Der Weg ins Freie (Festspiele Reichenau 2010)
- Baby Doll (Volkstheater Wien 2010)
- Punk Rock (Volkstheater Wien 2011)
- Die Dreigroschenoper (Volkstheater Wien 2011)
- Der Reigen (Festspiele Reichenau 2012)
- Lady Chatterley (Festspiele Reichenau 2017)

## Filmografie
- 2005: SOKO Donau (Episodenrolle)
- 2008: Falco – Verdammt, wir leben noch!
- 2008: Ein halbes Leben
- seit 2009: Schnell ermittelt
- 2010: Auf immer und ewig
- 2011: Wie man leben soll
- 2011: Tabu – Es ist die Seele ein Fremdes auf Erden
- 2012: Mein Vater, seine Freunde und das ganz schnelle Geld
- 2014: Die Detektive
- 2014: Gemischtes Doppel, zusammen mit Thomas Stipsits
- 2015: Benatzky!, Dokumentarfilm
- 2016: Landkrimi – Sommernachtsmord
- 2017: Stadtkomödie – Herrgott für Anfänger
- 2019: Love Machine
- 2019: Stadtkomödie – Curling for Eisenstadt
- 2020: Wischen ist Macht – Jausengegner
- 2021: SOKO Donau – Auf Abwegen
- 2021: Rotzbub (Stimme)
- seit 2022: Gute Nacht Österreich
- 2023: Griechenland
- 2023: SOKO Linz – Der Skorpion (Fernsehserie)
- 2024: Die Liesl von der Post – Jugendsünden (Fernsehreihe)
- 2024: Die Liesl von der Post – Klapperstorch (Fernsehreihe)

## Hörbücher
- Lili Grün: Alles ist Jazz. Sprecherin: Katharina Straßer, Mono Verlag, Wien 2011, ISBN 978-3-902727-87-9.

## Auszeichnungen
- 2006/07: Karl-Skraup-Preis für hervorragende schauspielerische Leistung als Nachwuchsschauspielerin
- 2007: Nestroy-Auszeichnung in der Kategorie Bester Nachwuchs
- 2009: Karl-Skraup-Preis in der Kategorie Publikumsliebling

## Trivia
Im Jänner 2008 war sie zusammen mit Maximilian Schell am Cover der österreichischen Modezeitschrift „1st“ und im März desselben Jahres auf dem Deckblatt der österreichischen Kulturzeitschrift „Wien Live“ zu sehen. Weiters war sie auf dem Cover des VOR-Magazins und 2009 auf dem Cover des deutschsprachigen Festspielmagazins.